# دنی هالندز
دنی هالندز (انگلیسی: Danny Hollands؛ زادهٔ ۶ نوامبر ۱۹۸۵) بازیکن فوتبال اهل بریتانیا است.
از باشگاه‌هایی که در آن بازی کرده‌است می‌توان به باشگاه فوتبال چارلتون اتلتیک، باشگاه فوتبال تورکی یونایتد، باشگاه فوتبال گیلینگام، باشگاه فوتبال ای‌اف‌سی بورنموث، باشگاه فوتبال سوئیندون تاون، باشگاه فوتبال پورتسموث، و باشگاه فوتبال چلسی اشاره کرد.